# Malel
Malel ist ein Motu im Osten des Arno-Atolls der pazifischen Inselrepublik Marshallinseln.

## Geographie
Malel liegt am Ostende der Arno Main Lagoon und schließt diese Lagune zusammen mit Kilange nach Osten ab. Der Riffsaum spaltet sich dort auch in einen nördlichen und einen südlichen Saum. Malel liegt auf dem südlichen Saum und erstreckt sich nach Westen, wo in nächster Nähe die Motu von Matolen (Lomarin Malel) anschließen. Der nördliche Riffsaum ist an dieser Stelle nur etwa 800 Meter entfernt und bildet eine Reihe von Motu um Maangrar und Boken. Das Motu ist der Hauptbezirk des traditionellen Gebietes Rearlab-Lab (Rearlaplap, Baranailïngïn).